# Leo Harlem
Leo Harlem   (Matarrosa del Sil, 16 de novembre de 1962) és un humorista i actor espanyol.

## Trajectòria
Als set anys es va traslladar amb la seva família a Valladolid, on va treballar com a forner dels 16 als 28 anys. Compaginant-ho amb el seu treball, va començar estudis universitaris d'Arquitectura i, posteriorment, de Dret, sense acabar-los. Dels 28 anys als 40 anys va treballar en un bar anomenat Harlem, d'on més més endavant agafaria el nom artístic.
Després de treballar sovintejava un altre bar on es programaven espectacles el propietari del qual el va animar a actuar. Va ser llavors quan uns amics van enviar una actuació seva gravada a El club de la comedia, fet que seria el tret de sortida de la seva carrera còmica en assolir la final del Tercer Certamen de Monòlegs el 2002.
Durant el 2007 va pujar vídeos a YouTube interpretant un personatge anomenat El Bocas de Saragossa, on mostrava la ciutat i es feia passar per aficionat del Reial Saragossa. Als estius del 2009 i del 2010 va prestar la seva imatge per a la campanya d'abonats del Reial Valladolid Club de Futbol. Després va treballar a L'hora de José Mota de La 1 i a El club del chiste d'Antena 3.
El 2011 va participar en la nova etapa d'El club de la comedia, i des del 14 de febrer d'aquell any al programa Sé lo que hicisteis... a la secció de «El defensor del mayor». El mateix any va ser elegit com a Mantenidor de la trentena novena edició del Festival Nacional d'Exaltació del Botillo del Bierzo que se celebra a la localitat de Bembibre, i va ser triat pregoner de les Festes de la Verge de Sant Llorenç de Valladolid.
El 2014 es va posicionar en contra del maltractament animal i, per tant, va rebutjar la proposta de ser el pregoner de les festes de Tordesillas, localitat coneguda per les festes del Toro de la Vega. Al llarg del 2015 va participar al programa Zapeando, de La Sexta, on va col·laborar un cop a la setmana en una secció. El juny del 2016 va marxar temporalment del programa per a rodar la seva primera pel·lícula: Villaviciosa de al lado, estrenada el 2 de desembre.
Des del maig de 2018 col·laborava a La noche de Rober, el nou programa d'entrevistes d'Antena 3 juntament amb Anna Simon i José Corbacho, entre d'altres. El programa va ser cancel·lat el juny del 2018 per baixes audiències. L'abril del 2022 es va estrenar un especial de Movistar Plus+ titulat genèricament Leo Harlem, 20 años no es nada, un programa gravat al Teatre Rialto de Madrid en què l'humorista fa un repàs de la seva carrera.